# Wonderful Wonderful
Wonderful Wonderful é o quinto álbum de estúdio da banda americana de rock The Killers. Foi lançado em 22 de setembro de 2017 pela gravadora Island Records. Foi seu primeiro disco em cinco anos, desde o lançamento de Battle Born (2012). O disco foi bem recebido pela crítica, estreando entre os mais vendidos nos Estados Unidos, no Reino Unido, na Austrália e no Canadá, entre outros países.

## Plano de fundo
Brandon Flowers revelou em maio de 2015 que ele e o guitarrista Dave Keuning estavam trocando ideias a respeito de um quinto álbum para o The Killers. Os quatro membros da banda se reuniram em outubro de 2015, alguns meses antes do planejado, para fazer planos. O grupo começou então a trabalhar no seu próprio estúdio (o Battle Born Studios, em Winchester, Nevada) e também em casas no Parque Nacional de Joshua Tree e em San Diego. Eles brevemente gravaram com Ryan Tedder e outros produtores em Los Angeles antes de começarem a trabalhar com Jacknife Lee, que foi recomendado a eles por Bono, do U2. Lee trabalhou com a banda entre setembro de 2016 e maio de 2017 em seu estúdio em Topanga, Califórnia e no National SouthWestern Recording studios em Las Vegas. Lee acabou produzindo todas as faixas do álbum, junto com o próprio The Killers, com produção adicional por Erol Alkan em "The Man"e Stuart Price em "Out of My Mind".
Em maio de 2016, o baixista Mark Stoermer tirou uma folga das turnês da banda. Contudo, ele continuou a trabalhar com o álbum, forjando boa parte das faixas ao lado de Brandon Flowers.
The Killers também contou com Mark Knopfler, do Dire Straits, na guitarra em "Have All the Songs Been Written?". O músico australiano Alex Cameron contribuiu com letras para algumas faixas, incluindo "Run for Cover", que foi originalmente escrita para o terceiro álbum de estúdio da banda, o Day & Age (2008).

## Música e letras
A letra das canções do álbum falam a respeito do que significa ser "homem", como Brandon Flowers revelou em sua entrevista para a Entertainment Weekly: "Na sua cabeça é tudo a respeito de ser forte e sustentar a casa, mas o que eu descobri é que realmente é mais sobre empatia e compaixão". Ele também descreveu que uma das canções, "Tyson vs Douglas", foi inspirada numa luta de boxing entre Mike Tyson e Buster Douglas, em 1990, onde fala sobre como é ver um herói em queda. Falando para a revista NME, Flowers falou que as letras do disco são "as mais pessoais e cruas" que ele já viu: "Eu estava olhando para o espelho durante as gravações e foquei bastante em minhas experiências pessoais. Ao invés de apenas desenhar essas experiências e talvez usá-las nas canções, e eu estou indo direto nisso e cantando sobre minha vida e minha família e isso é algo diferente para mim". A faixa "Rut" foi inspirada na luta da esposa de Flowers, Tana, lidando com PTSD. Brandon disse: "normalmente eu me sinto protetor com ela mas eu decidi enfrentar isso. Então 'Rut' é sobre ela se submeter a isso. Isso não significa que ela simplesmente vai se deixar abater, mas ela vai reconhecer o que está enfrentando e prometeu quebrar o ciclo". Flowers também diz que colocar a batalha que sua esposa enfrentava numa música o ajudou a entender o que ela passava. Já a canção "Have All the Songs Been Written?" foi na verdade uma linha de um email que Brandon Flowers enviou para Bono, enquanto ele estava sem inspiração. Bono depois sugeriu que esta linha seria um bom título para uma canção.

## Faixas
| Versão padrão  |                                    |         |  |
| N.º            | Título                             | Duração |  |
| 1.             | "Wonderful Wonderful"              | 5:09    |  |
| 2.             | "The Man"                          | 4:10    |  |
| 3.             | "Rut"                              | 4:24    |  |
| 4.             | "Life to Come"                     | 4:31    |  |
| 5.             | "Run for Cover"                    | 3:42    |  |
| 6.             | "Tyson vs. Douglas"                | 4:33    |  |
| 7.             | "Some Kind of Love"                | 4:38    |  |
| 8.             | "Out of My Mind"                   | 3:43    |  |
| 9.             | "The Calling"                      | 4:01    |  |
| 10.            | "Have All the Songs Been Written?" | 4:09    |  |
| Duração total: | Duração total:                     | 43:00   |  |

## Recepção
| Críticas profissionais | Críticas profissionais |
| Pontuações agregadas   | Pontuações agregadas   |
| Fonte                  | Avaliação              |
| ---------------------- | ---------------------- |
| Metacritic             | 71/100                 |
| Avaliações da crítica  |                        |
| Fonte                  | Avaliação              |
| AllMusic               | [ 13 ]                 |
| Entertainment Weekly   | B                      |
| The Guardian           | [ 15 ]                 |
| The Independent        | [ 16 ]                 |
| NME                    | 8/10                   |
| Pitchfork              | 6,3/10                 |
| Q                      | [ 19 ]                 |
| Rolling Stone          | [ 20 ]                 |
| Slant Magazine         | [ 21 ]                 |
| The Times              | [ 22 ]                 |

### Crítica
No seu lançamento, Wonderful Wonderful foi muito bem recebido pela crítica especializada e pela maioria dos fãs. No site Metacritic, que reúne todas as resenhas das principais publicações e tira uma média que vai de 0 a 100, o disco recebeu uma nota 71, baseada em 24 resenhas, indicando "uma recepção positiva". Baseado nessa nota, Wonderful Wonderful é o álbum mais bem avaliado do The Killers até a presente data.

### Comercial
Wonderful Wonderful estreou na primeira posição na parada da Billboard 200, se tornando o primeiro álbum do The Killers a conseguir ser o mais vendido nos Estados Unidos na sua primeira semana de lançamento. O disco vendeu 118 000 cópias em solo americano, sendo 111 000 destas físicas. Três dias após seu lançamento, em 25 de setembro de 2017, o álbum já tinha vendido mais de 40 000 unidades no Reino Unido. No geral, após uma semana, foram pelo menos 52 000 unidades comercializadas em território britânico na primeira semana de vendas. Wonderful Wonderful também estreou em primeiro lugar nas paradas de sucesso na Austrália. Já no Canadá, o disco ficou entre os cinco mais vendidos.
No total, o álbum vendeu mais de 208 000 cópias pelo mundo na sua primeira semana de lançamento.[carece de fontes?]

## Paradas musicais e certificações

### Paradas semanais
| Paradas (2017)                                    | Melhor posição |
| ------------------------------------------------- | -------------- |
| Alemanha (Offizielle Top 100)                     | 8              |
| Austrália (ARIA Charts)                           | 1              |
| Áustria (Ö3 Austria Top 40)                       | 10             |
| Bélgica (Ultratop 50 Flandres)                    | 7              |
| Bélgica (Ultratop 40 Valônia)                     | 14             |
| Canadá (Canadian Albums Chart)                    | 4              |
| Coreia do Sul (Gaon Album Chart)                  | 12             |
| Dinamarca (Hitlisten Vinyl Albums)                | 38             |
| Escócia (Scottish Albums Chart)                   | 1              |
| Espanha (PROMUSICAE)                              | 6              |
| Estados Unidos (Billboard 200)                    | 1              |
| Estados Unidos (Billboard Top Alternative Albums) | 1              |
| Estados Unidos (Billboard Top Rock Albums)        | 1              |
| Finlândia (IFPI)                                  | 16             |
| França (SNEP)                                     | 60             |
| Grécia (IFPI)                                     | 10             |
| Holanda (Mega Charts)                             | 12             |
| Irlanda (IRMA)                                    | 2              |
| Itália (FIMI)                                     | 26             |
| Japão (Oricon)                                    | 127            |
| México (AMPROFON)                                 | 6              |
| Noruega (VG-lista)                                | 16             |
| Nova Zelândia (RMNZ)                              | 3              |
| Polônia (ZPAV)                                    | 40             |
| Portugal (AFP)                                    | 37             |
| Reino Unido (UK Albums Chart)                     | 1              |
| República Tcheca (ČNS IFPI)                       | 50             |
| Suécia (Sverigetopplistan)                        | 28             |
| Suíça (Schweizer Hitparade)                       | 1              |

| Paradas (2017)                             | Posição |
| ------------------------------------------ | ------- |
| Austrália (ARIA Charts)                    | 69      |
| Estados Unidos (Billboard Top Rock Albums) | 34      |
| Reino Unido (UK Albums Chart)              | 45      |

| País              | Certificação | Vendas  |
| ----------------- | ------------ | ------- |
| Reino Unido (BPI) | Ouro         | 182 853 |

## Pessoal
The Killers
- Brandon Flowers – vocal, teclados (todas as faixas)
- Dave Keuning – guitarra (faixas 2, 3, 4, 6, 10)
- Mark Stoermer – baixo (todas as faixas), guitarra (faixas 1, 4, 6, 9, 11)
- Ronnie Vannucci – bateria, percussão (todas as faixas)

Outros
- Erol Alkan – produção adicional, programação de bateria, teclados, percussão, sintetizador (faixas 2, 12, 13)
- Matt Bishop – engenharia de gravação (faixas 1–10, 12, 13)
- Martin Cooke – assistente de mixagem (faixas 1, 8)
- Rich Costey – mixagem (faixas 1, 8)
- Joel Davies – assistente de mixagem (faixas 2, 12, 3)
- Justin Diaz – vocais adicionais (faixas 2, 3, 8, 9, 12, 13)
- Duke Dumont – remixagem (faixa 13)
- Caesar Edmunds – assistente de mixagem (faixas 3, 4, 6, 9)
- Shawn Everett – mixagem (faixa 5)
- Nina Fechner – vocais adicionais (faixas 2, 3, 8, 9, 12, 13)
- Nicolas Fournier – assistente de mixagem (faixas 1, 8)
- Dan Grech-Marguerat – mixagem, programação (faixas 2, 12, 13)
- Woody Harrelson – palavras faladas (faixa 9)
- Malcolm Harrison – assistente de engenharia de gravação (faixas 1–10, 12, 13)
- Charles Haydon Hicks – assistente de mixagem (faixa 2, 12, 13)
- Mark Knopfler – guitar (faixa 10)
- Jacknife Lee – guitarra, teclado, produção, programação, engenharia de gravação (faixas 1–10, 12, 13); mixagem (faixas 7, 10)
- Becca Marie – vocais adicionais (faixas 2, 3, 8, 9, 12, 13)
- Alan Moulder – mixagem (faixas 3, 4, 6, 9)
- Stuart Price – produção adicional (faixa 8), remixagem (faixa 12)
- Ariel Rechtshaid – mixagem (faixa 5)
- Robert Root – mixagem (faixa 11); engenharia de gravação (faixas 1–13)
- Davide Rossi – arranjo de cordas (faixa 10)